# کوه پات
کوه پات، روستایی از توابع بخش مرکزی شهرستان کهگیلویه در استان کهگیلویه و بویراحمد ایران است.در بین دو روستای کلات دشمن زیاری و راک قرار گرفته و نسخه قدیمی راه ارتباطی جاده ابریشم به بنادر جنوبی ایران می باشد،دارای آثار تاریخی مربوط به زمان ساسانیان و مهمترین آن تخت پادشاه در دل کوه و بالای روستای فعلی می باشد که راه دیداری این آثار باستانی فقط و فقط از طریق افراد بومی روستای کوه پات میباشد
هم اکنون به دلایل مختلف از قبیل کوچ خانوارهای این روستا، تقلیل جمعیت رخ داده ولی هنوز خانه های و زمین های کشاورزی ایشان،قابل دسترسی می باشد
غار بزرگ، کوه پات که قریب به چندصدسال متعلق به خانواده دانشمند بوده(که حتی سنگ سنگ این کوه و روستا را با نام ایشان می شناسند)پس از ترک روستا و تقلیل افراد بومی، مورد هجوم افراد سودجو در سال 1383 قرار گرفت،
و باعث مسدود شدن درب ورودی این غار زیبا شدند
در هر حال، بهترین جای ممکن و نزدیکترین جای امن از لحاظ جغرافیایی را در زمان حمله اعراب داشته است
تونل بزرگی در نزدیکی روستا احداث شده که مشکلات فراوانی برای آنها فراهم نموده
از جمله کشتار دام و احشام توسط عبور و مرور اتومبیل،سروصدای زیاد رفت و آمد ماشن الات سنگین در موقع شب

## جمعیت
این روستا در دهستان راک قرار دارد و براساس سرشماری مرکز آمار ایران در سال ۱۳۸۵، جمعیت آن ۱۹ نفر (۵خانوار_به نام خانوادگی دانشمند) بوده‌است